# Neomintho macilenta
Neomintho macilenta là một loài ruồi trong họ Tachinidae.